# Camille Claudel (Film)
Camille Claudel ist ein französischer Spielfilm, der als Projekt von der Schauspielerin Isabelle Adjani eingesetzt und geleitet wurde. Der Regisseur war ihr damaliger Lebensgefährte Bruno Nuytten. Der Film war in Frankreich ein großer kommerzieller Erfolg.
Bei den Internationalen Filmfestspielen Berlin 1989 hatte der Film im Februar 1989 in Deutschland seine Uraufführung. Seine Kinopremiere folgte am 18. Mai 1989.

## Handlung
Im Jahr 1885 treffen sich Camille Claudel (1864–1943) und Auguste Rodin (1840–1917) zum ersten Mal; er ist ein bekannter Künstler. Sie wird eine seiner Schülerinnen und später seine Assistentin und Geliebte. Zeitweise beflügeln sie sich gegenseitig, aber Rodin fühlt sich Camille überlegen, will seine Lebensgefährtin jedoch nicht verlassen.
Nach einer langen Affäre bricht sie mit ihm und zieht in eine Kellerwohnung, wo sie isoliert lebt. Sie schwankt zwischen Ausbrüchen von Schöpfungsdrang und Zerstörungswut, in der sie alle von ihr erstellten Statuen zerschlägt. Am Ende des Films wird sie in eine psychiatrische Anstalt abgeführt.

## Kritiken
Für das Lexikon des internationalen Films war Camille Claudel eine „[g]roßangelegte, opulent ausgestattete Künstler-Biografie“ und gleichzeitig „ein Liebesmelodram, das durch das eindrucksvolle, intensive Spiel der beiden Hauptdarsteller über weite Strecken fesselt, sich zum Ende hin jedoch allzu dumpf und theatralisch gebärdet“.

## Auszeichnungen
Isabelle Adjani war 1990 in der Kategorie Beste Hauptdarstellerin für den Oscar nominiert. Der Film selbst war in der Kategorie Bester fremdsprachiger Film für den Preis nominiert. 1989 wurde Isabelle Adjani mit dem Silbernen Bären ausgezeichnet. Im selben Jahr wurde der Film mit insgesamt fünf Césars ausgezeichnet, darunter in den Kategorien Bester Film und Beste Kamera. Adjani konnte ihn als beste Hauptdarstellerin gewinnen.

## Synchronisation
| Rolle                 | Darsteller        | Synchronsprecher       |
| --------------------- | ----------------- | ---------------------- |
| Camille Claudel       | Isabelle Adjani   | Anita Lochner          |
| Auguste Rodin         | Gérard Depardieu  | Sebastian Fischer      |
| Eugène Blot           | Philippe Clévenot | Peter Matić            |
| Morhardt              | Roger Planchon    | Heinz Giese            |
| Louis-Prosper Claudel | Alain Cuny        | Ernst Wilhelm Borchert |
| Doktor Michaux        | François Berléand | Lothar Blumhagen       |